# Atletica leggera ai XVII Giochi paralimpici estivi - Lancio della clava F32 maschile
Ai XVII Giochi paralimpici estivi la competizione del lancio della clava maschile F32 si è svolta il 31 agosto 2024 presso lo Stade de France di Parigi.

## Situazione pre-gara

### Record
Prima di questa competizione, il record del mondo, il record paralimpico e i record continentali erano i seguenti.
| Record              | Prestazione    | Atleta                           | Data e luogo                                      | Competizione                         |
| ------------------- | -------------- | -------------------------------- | ------------------------------------------------- | ------------------------------------ |
| Record mondiale     | 46,60 m        | Bo Qing Cina                     | 10 luglio 2023 Parigi, Francia                    | Campionati mondiali paralimpici 2023 |
| Record paralimpico  | 45,39 m        | Liu Li Cina                      | 28 agosto 2021 Tokyo, Giappone                    | XVI Giochi paralimpici estivi        |
| Record africano     | 41,64 m        | Ahmed Mehideb Algeria            | 8 febbraio 2024 Khawr Fakkān, Emirati Arabi Uniti |                                      |
| Record panamericano | 29,21 m        | Daniel Robson dos Santos Brasile | 17 marzo 2024 San Paolo, Brasile                  |                                      |
| Record asiatico     | 46,60 m        | Bo Qing Cina                     | 10 luglio 2023 Parigi, Francia                    | Campionati mondiali paralimpici 2023 |
| Record europeo      | 40,12 m        | Aleksei Churkin Russia           | 12 agosto 2023 Čeboksary, Russia                  |                                      |
| Record oceaniano    | Record vacante | Record vacante                   | Record vacante                                    | Record vacante                       |

### Campioni in carica
I campioni in carica a livello mondiale erano i seguenti.
| Campione    | Atleta                | Prestazione | Data e luogo                   | Competizione                         |
| ----------- | --------------------- | ----------- | ------------------------------ | ------------------------------------ |
| Paralimpico | Liu Li Cina           | 45,39 m     | 28 agosto 2021 Tokyo, Giappone | XVI Giochi paralimpici estivi        |
| Mondiale    | Ahmed Mehideb Algeria | 37,61 m     | 18 maggio 2024 Kōbe, Giappone  | Campionati mondiali paralimpici 2024 |

### La stagione
Prima di questa gara, gli atleti con le migliori tre prestazioni mondiali dell'anno erano:
| Pos. | Atleta                    | Prestazione | Data e luogo                                      |
| ---- | ------------------------- | ----------- | ------------------------------------------------- |
| 1    | Ahmed Mehideb Algeria     | 41,64 m     | 8 febbraio 2024 Khawr Fakkān, Emirati Arabi Uniti |
| 2    | Walid Ferhah Algeria      | 39,23 m     | 8 febbraio 2024 Khawr Fakkān, Emirati Arabi Uniti |
| 3    | Lazaros Stefanidis Grecia | 38,64 m     | 14 luglio 2024 Zagabria, Croazia                  |